# Mloukhiya
 (avril 2010).
Si vous disposez d'ouvrages ou d'articles de référence ou si vous connaissez des sites web de qualité traitant du thème abordé ici, merci de compléter l'article en donnant les références utiles à sa vérifiabilité et en les liant à la section « Notes et références ».
La mloukhiya ou mloukhia, aussi appelée mouloukhiya ou mloukhiyé (en arabe : الملوخية) est un plat populaire en Afrique du Nord (Égypte, Libye, Tunisie, Algérie), au Proche-Orient (Israël, Liban, Jordanie, Syrie) et certaines régions du Sahel (Mali, Niger, Tchad, Soudan).
L'ingrédient principal de la mloukhiya est la corète potagère.
Les feuilles sont parfois séchées et soit laissées entières soit réduites en poudre de couleur verte, facile à conserver. Au Moyen-Orient, on cuisine plutôt les feuilles de corète entières, fraîches ou séchées. Au Maghreb, les feuilles sont le plus souvent séchées et réduites en poudre et le plat peut être aromatisé avec de la menthe séchée en poudre, de l'écorce d'orange séchée en poudre, voire de l'écorce de grenade séchée et pilée, qui donne un arrière-goût amer.
Les feuilles de cette plante sont cuisinées de façon différente selon les régions et les pays : dans une sauce riche à base de viande (de bœuf, de poulet, de canard, de lapin, de poisson ou d'agneau). Le plat terminé se présente sous la forme d'un ragoût de viande épais, avec une sauce de couleur verte à vert foncé, voire presque noire.

## Histoire et origine
Ce mets culinaire serait originaire d'Égypte antique. Aujourd'hui encore en Égypte, la mlokhia est surnommée « le légume des rois » ou « le légume des Pharaons », car son utilisation remonterait au temps des Pharaons.
Le calife Mou'awiya de Damas en aurait été un grand consommateur, ce qui a entraîné son interdiction par les Fatimides chiites en 1005. Le savant Al-Baghdadi (1162-1231) écrit que « La méloukhia est plus aqueuse et plus humide que la mauve ; c’est une plante froide et humide au premier degré : on la sème dans les jardins potagers, et on la fait cuire avec la viande ; elle est très mucilagineuse. […] Son emploi est mauvais pour l’estomac ; cependant elle apaise l’inflammation, rafraîchit, et passe promptement, parce qu’elle est de nature à glisser facilement. »[citation nécessaire]

## Consommation

### Égypte

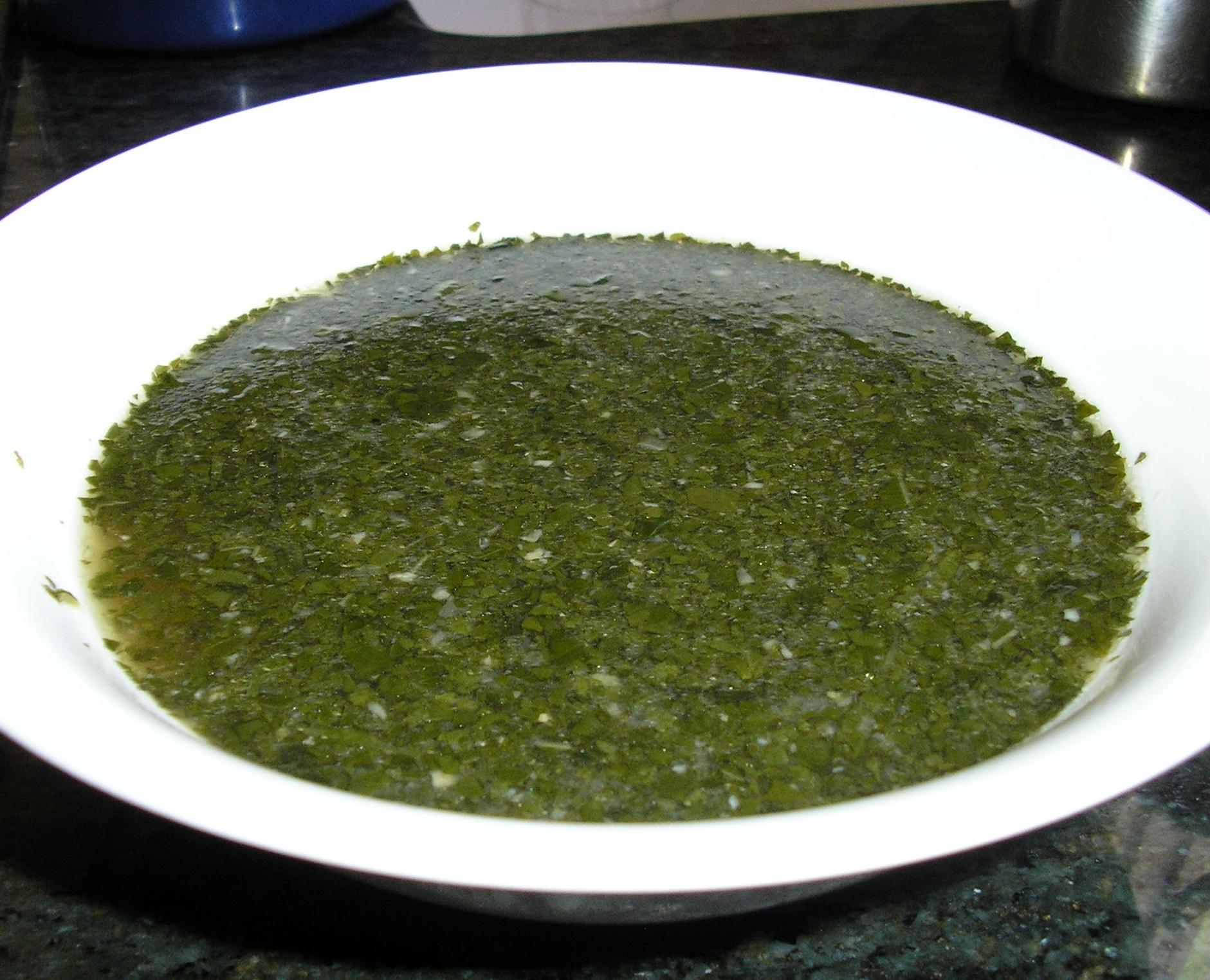
Mloukhiya égyptienne.

Les ingrédients égyptiens de la molokheya au poulet sont des feuilles de corète fraîche (hors saison, les feuilles se cuisinent aussi séchées et émiettées en petits morceaux), un oignon finement haché, de la pâte de tomate, plusieurs gousses d’ail hachées, de la coriandre moulue, du sel, de l’huile et, éventuellement, un poulet. Pour la préparation, on fait bouillir un litre d'eau avec sel, poivre et l'oignon entier épluché. On cuit le poulet fermier pendant 20 minutes pour obtenir un bouillon de viande goûteux. Retirer le poulet et le réserver pour en faire le plat principal. Le faire cuire au four pour le rendre plus croustillant environ 25 minutes. Faire bouillir le bouillon jusqu'à ce qu'il ait diminué de moitié. Retirer l'oignon, ajouter deux gousses d'ail écrasées, le sachet de molokheya, des gousses de cardamome verte et la coriandre moulue. Faire cuire à feu doux ; la soupe ne doit pas bouillir afin de conserver sa texture baveuse. Pendant ce temps, dans une petite casserole, frire les huit autres gousses d'ail, puis ajouter de la coriandre moulue. C'est ce qui donnera le goût si particulier de la molokheya. Incorporer à la soupe, mélanger. Le plat est alors prêt à être servi. Ce plat se mange accompagné de riz ou avec du pain pita et de l'oignon rouge vinaigré.

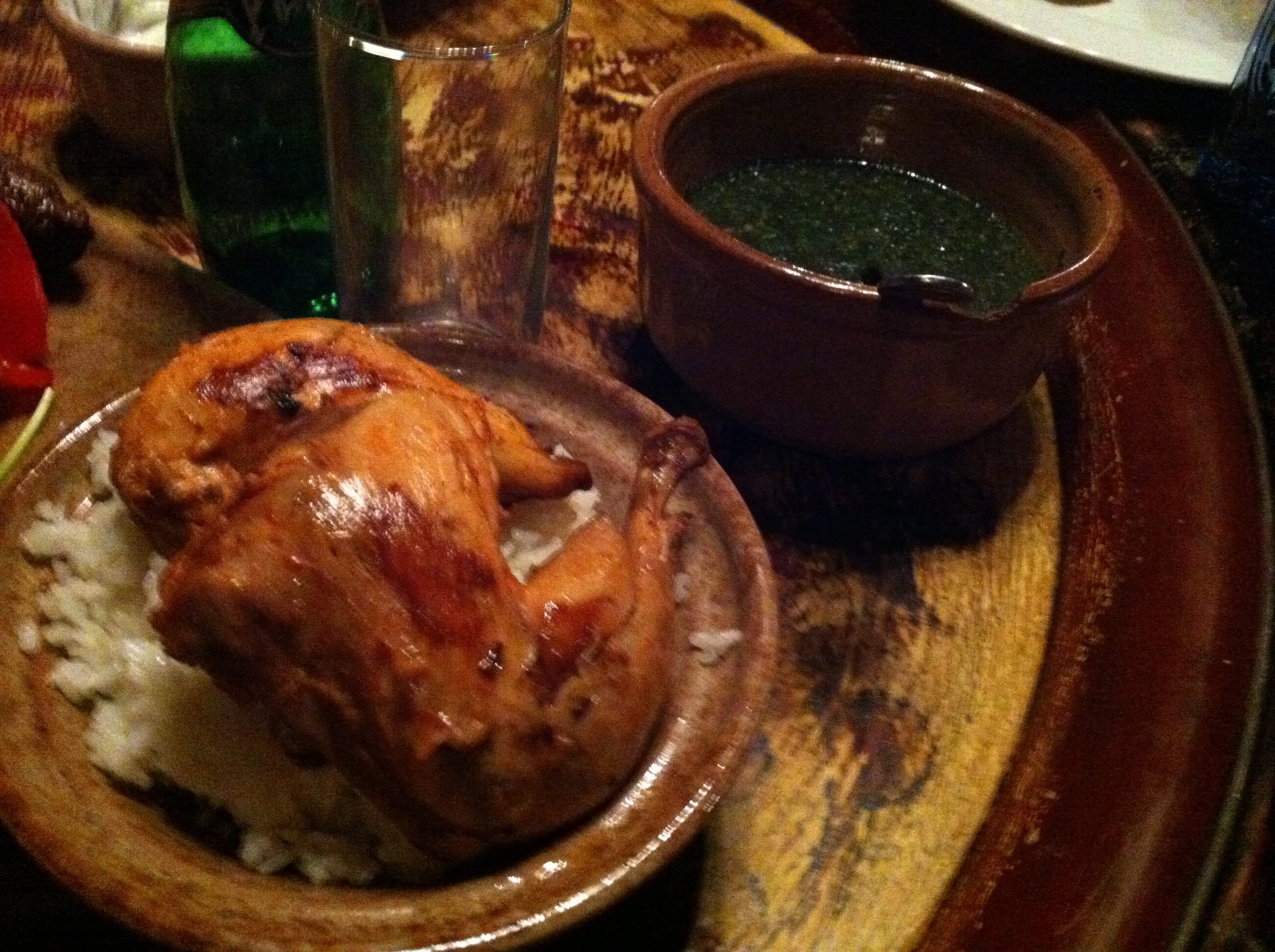
Plat de mloukhiya égyptienne avec du riz et du poulet.

En Égypte, la mouloukhiya est principalement cuisinée avec des feuilles de corète finement hachées, de l’ail dans un bouillon de poulet ; elle est mitonnée sur du lapin ou du canard et servie avec du riz blanc. Dans son plat, chacun la parsème de pain pita grillé et l'arrose d'un mélange de vinaigre et d’oignon haché.

### Proche-Orient
Au Machrek (Levant), on lave les feuilles de mloukhiyé  (ou mloukhié) et on les fait sécher. On fait ensuite revenir, à la casserole, dans de l’huile végétale, de l’ail haché et entier. On y ajoute les feuilles de mloukhiyé jusqu’à ce que leurs tiges deviennent rosâtres. On verse dans la casserole un bouillon de poulet ou de viande (parfois aussi de poisson ou de lapin), on ajoute l’ail pilé, de la coriandre fraiche hachée et on laisse cuire peu de temps. Ce plat est servi avec du riz aux vermicelles.
Au Liban et en Syrie, la mloukhiyé est cuisinée avec des feuilles entières, beaucoup d'ail, des oignons, de la coriandre fraiche et en poudre, dans un bouillon de poulet et des morceaux de poulet et de jarret de bœuf ou d'agneau ainsi que du jus de citron pour éviter que la préparation soit trop gluante. Le plat est servi avec du riz aux vermicelles ; on peut y parsemer du pain pita grillé et l'agrémenter d’une cuillère de vinaigre et d’oignon blanc coupé finement.

### Maghreb
C'est uniquement en Tunisie, dans l'est de l'Algérie et dans l'ouest de la Libye que la mloukhiya est utilisée sous forme de poudre. Elle est inconnue au Maroc, où l'appellation mloukhia désigne les gombos (okras), qui viennent d'une autre plante de la même famille botanique. En Tunisie et en Libye, la mloukhiya se mange chaude avec du pain frais. La qualité du pain est importante car il doit contenir suffisamment de mie pour absorber la sauce.

#### Tunisie

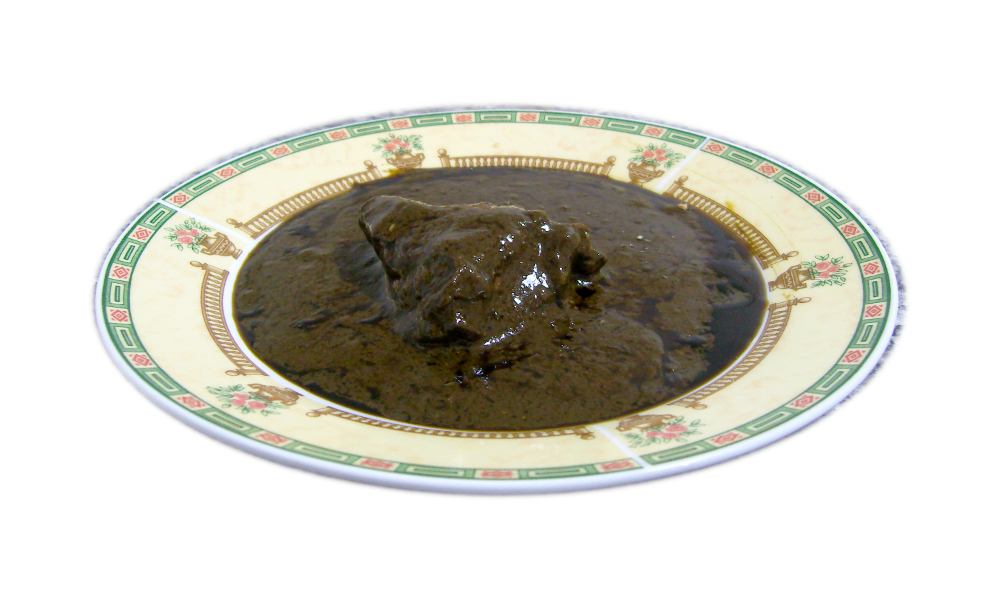
Plat de mloukhiya tunisienne à la viande de bœuf.

En Tunisie, la cuisson délicate de la poudre de corète demande plusieurs heures de mijotage à feu doux. D'abord frite dans l'huile d'olive jusqu'à obtention d'un mélange épais, elle est ensuite délayée avec de l'eau bien chaude et demande alors une certaine force pour que les deux composants (huile et eau) se mêlent jusqu'à former un liquide verdâtre qui deviendra marron foncé au fil de la cuisson lente et des temps de repos de la sauce. Un oignon est émincé dans le mélange auquel est ajouté un peu de concentré de tomate, de la poudre de coriandre, de carvi, de paprika, de l'harissa, de l'ail écrasé et des feuilles de laurier sauce. Le tout est cuit à feu doux pendant environ quatre à cinq heures. De la viande de bœuf découpée en gros morceaux, parfois accompagnée de morceaux de tripes est ajoutée au mélange qui cuit encore pendant environ deux heures pour un bon mijotage. La mloukhiya est prête lorsque l'huile surnage et que la préparation a perdu son aspect visqueux. À la fin de la cuisson, de la poudre de menthe ou d'écorce d'orange séchée permet d'aromatiser le tout. Le sel doit être ajusté et les feuilles de laurier-sauce retirées avant de servir.
Une méthode traditionnelle en Tunisie consiste à faire cuire ce plat sur un feu doux de charbon de bois, généré avec un kanoun, pendant plus de huit heures. La préparation commence la veille de la consommation, ou tôt le matin, pour pouvoir le servir au déjeuner. Le goût est jugé meilleur en laissant les ingrédients se mêler lentement durant cette période.
Il existe également en Tunisie une variante de mloukhiya faite à base de chair de poulpe.

#### Algérie
La mloukhiya est une spécialité propre aux villes d’Annaba, Constantine, Guelma, Oued Souf, Souk-Ahras ou encore Tébessa. Chacune de ces villes possède plusieurs modes de préparation de la mloukhiya. À Annaba, elle se fait avec un mélange d’épices spécial appelé tabel karouia. La mloukhiya se trouve sur les tables du Nouvel an musulman et se consomme une fois par mois pour ses nombreuses vertus thérapeutiques. Ce plat nécessite à peu près 5 h 30 de cuisson.

### Sahel
L'influence des Nord-Africains et Moyen-Orientaux au Sahel a permis la diffusion de ce mets culinaire.
Au Tchad et au Soudan, la mloukhiya est cuisinée avec des feuilles entières, beaucoup d'ail, des oignons, des épices, dans un bouillon de viande de mouton, bœuf ou additionné de poisson fumé. La préparation est gluante. Le plat est servi avec de la kisra (prononcé kissar au Tchad), sorte de galette à base de farine de mil ou de riz fermentée et légèrement acide. Il peut également être servi avec de l'assida (sorte de polenta de maïs ou mil).
Un plat similaire existe également au Mali, dans les régions du nord (régions de Gao, Tombouctou et Kidal) sous le nom de sauce fakoye. Cette sauce, rendue noire par la cuisson, se mange avec du riz et de la viande de mouton. Elle est préparée à partir des feuilles séchées et pilées.

### Japon
Au Japon, les feuilles de corète potagère sont aussi consommées, elles sont nommées moroheiya (モロヘイヤ, par transposition du nom arabe en caractères katakana) ou shimatsunaso (シマツナソ). La plante a été importée et diffusée dans les années 1980 par Kasuke Iimori (ja). Elle est cultivée dans plusieurs régions du Japon, en particulier dans la commune d'Ōsato.

## Traditions et utilisation
La mloukhiya est, dans certains pays et selon leurs traditions, préparée par superstition pour célébrer le premier jour du calendrier musulman afin que la nouvelle année soit « verte », c'est-à-dire prospère et pleine de bonheur. Dans certaines régions de Tunisie, elle est aussi préparée à la fin d'un deuil et le premier jour de l'Aïd el-Fitr.[réf. nécessaire]
On pense souvent à tort que cette poudre est préparée à base d'épinards, compte tenu de la similitude de couleur, d'aspect, voire de saveur avec la pkaïla, plat traditionnel juif tunisien effectivement réalisé à partir d'épinards ou de blettes.